# 王捷三 (1913年)
王捷三（1913年—2008年7月9日），男，直隶（今河北）唐山人，中华人民共和国政治人物，曾任云南省政协副主席，党组副书记。